# Potentilla kurdica
Potentilla kurdica är en rosväxtart som beskrevs av Pierre Edmond Boissier och Hohen.. Potentilla kurdica ingår i Fingerörtssläktet som ingår i familjen rosväxter. Inga underarter finns listade i Catalogue of Life.